# Mijaíl Kutúzov
El Príncipe (Knyaz) Mijaíl Ilariónovich Goleníschev-Kutúzov-Smolensky  (en ruso: князь Михаи́л Илларио́нович Голени́щев-Куту́зов; 16 de septiembre de 1745 - † 28 de abril de 1813) fue un militar ruso conocido por sus enfrentamientos en batalla con Napoleón.

## Biografía
Mijaíl Goleníschev-Kutúzov-Smolensky (normalmente abreviado como Kutúzov) nació en San Petersburgo, y entró en el ejército ruso en 1759 o 1760. Estuvo al servicio de Polonia entre 1764 y 1769, y contra el Imperio otomano entre 1770 y 1774.  Este último año perdió el ojo derecho en acción, tras lo cual viajó durante algunos años por Europa central y occidental.
En 1784, fue nombrado mayor-general y en 1787 gobernador general de Crimea. Discípulo de Aleksandr Suvórov, alcanzó una considerable reputación durante la guerra ruso-turca de 1787 a 1792, participando en la toma de Ochákiv, Odesa, Bender e Izmaíl y en las batallas de Rýmnik y Mashin. En 1791, era ya teniente general y ocupó sucesivamente los cargos de embajador en Constantinopla, gobernador general de Finlandia, comandante de los cuerpos de cadetes de San Petersburgo, embajador en Berlín y gobernador general de San Petersburgo. A lo largo de su carrera militar Kutúzov ocupó diferentes cargos en la cadena de mando. Se le consideraba una persona de mente fría y calculadora que sabía esperar y no apresurarse.
Kutúzov, además de ser ingenioso, fue muy galante. Se hizo indispensable tanto en la corte de la emperatriz Catalina II, como en la de su sucesor, Pablo I. Catalina siempre lo llamaba "mi Kutúzov". Sin embargo, no era del agrado del zar Alejandro I.

## Carrera

### Lasguerras napoleónicasenEuropa
En 1805, comandó los ejércitos rusos contra el avance de Napoleón en Viena, y venció en la dura batalla de Dürrenstein el 11 de noviembre de 1805.
En la víspera de la batalla de Austerlitz, Kutúzov intentó prevenir a los generales aliados para que no presentaran batalla, siendo menospreciado por los austriacos. Aparentemente poco interesado en el evento, llegó a dormirse durante la lectura de las órdenes. Sin embargo, estuvo presente en la batalla, el 2 de diciembre de 1805, resultando herido. De 1806 a 1811, Kutúzov sirvió como gobernador general de Lituania y Kiev. Fue entonces puesto al mando de los ejércitos rusos que operaban contra los turcos. Comprendiendo que sus ejércitos serían por desgracia necesarios en la inminente guerra con Francia, concluyó precipitadamente la guerra ruso-turca con el Tratado de Bucarest, el cual estipulaba la incorporación de Besarabia al Imperio ruso. Por este éxito fue nombrado Kniaz (príncipe).

### La Guerra Patria (1812)

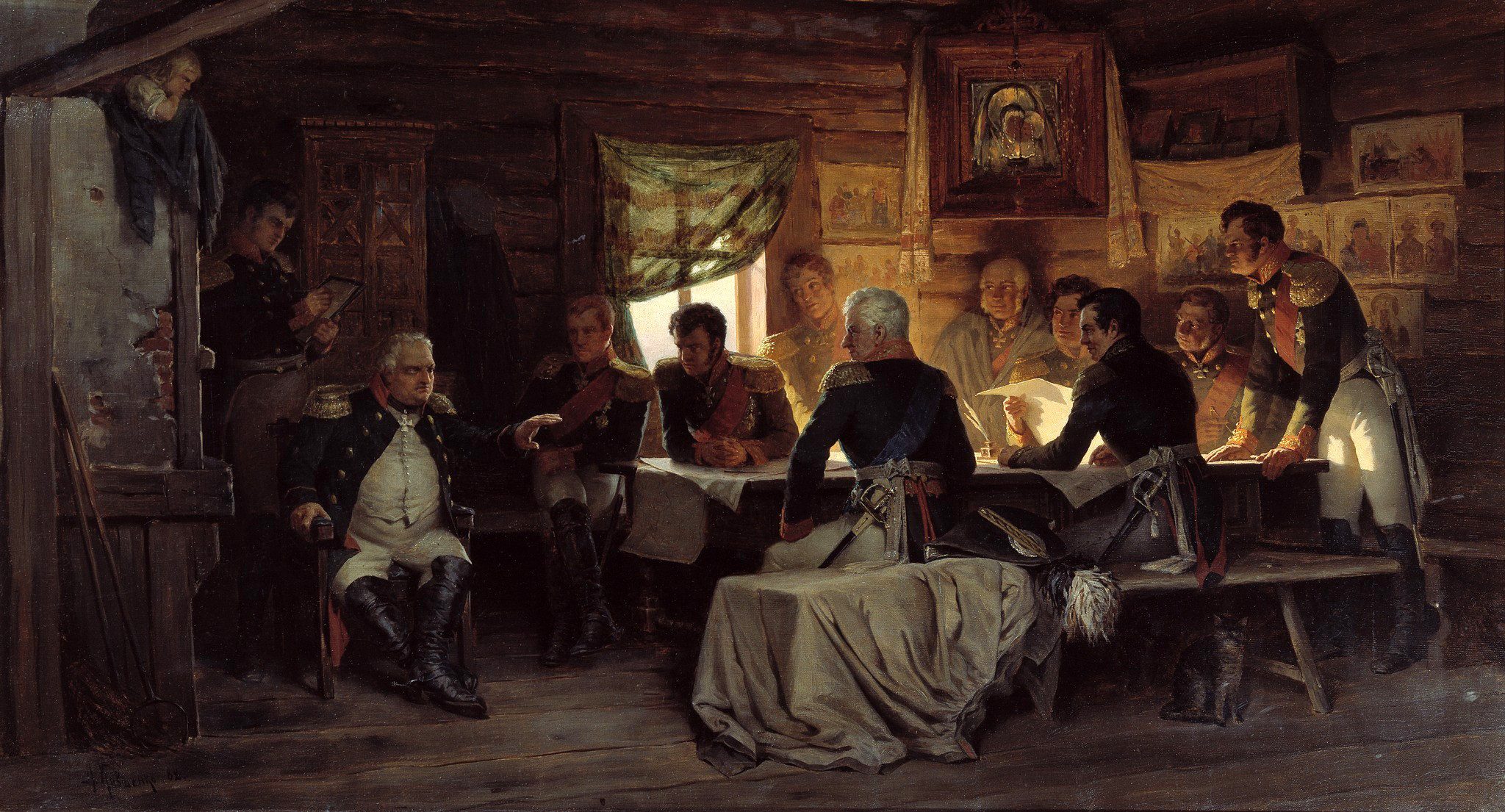
Kutúzov en el Consejo de Filí decide rendir Moscú a Napoleón, óleo de Alekséi Kivshenko.

Cuando Napoleón invadió Rusia en 1812, Mijaíl Barclay de Tolly, entonces ministro de la guerra, eligió seguir el principio estratégico de la tierra quemada, y los ejércitos rusos se retiraron en lugar de arriesgarse en combate. Su estrategia le granjeó rencores de muchos de los generales y soldados, especialmente el príncipe Piotr Bagratión. De este modo, cuando Kutúzov fue designado comandante en jefe y llegó al ejército el 17 de agosto, fue recibido con gran suspiro.
En sólo dos semanas, Kutúzov decidió presentar batalla en las afueras de Moscú. Dos grandes ejércitos chocaron cerca de Borodinó el 7 de septiembre de 1812. El resultado de la batalla no fue decisivo, y tras el famoso Consejo de Filí, volvió a la estrategia de su predecesor: retirarse para salvar al ejército tanto como fuera posible.
Esto tuvo como precio la pérdida de Moscú, cuya población fue evacuada. Habiéndose retirado a la carretera de Kaluga y repuestas sus municiones, forzó a Napoleón a retirarse en la batalla de Maloyaroslávets. La cautelosa persecución del viejo general provocó muchas críticas, pero permitió que únicamente una parte remanente de la Grande Armée de Napoleón regresara a suelo prusiano.
Kutúzov alcanzó el rango de Mariscal de Campo y fue condecorado con el título de Su Alteza Serenísima Knyaz Smolenski (Светлейший князь Смоленский), habiendo conseguido este título por la victoria de Smolensk de noviembre de 1812 sobre parte de los ejércitos franceses.

### Final y memoria
A principios de 1813, Kutúzov cayó enfermo. Falleció el 28 de abril en Bunzlau. Se erigieron monumentos conmemorativos en esta ciudad, en Moscú y frente a la catedral de Kazan, en San Petersburgo, donde fue enterrado. Puesto que no tuvo herederos varones, sus bienes pasaron a la familia Tolstói. De todos los generales rusos, Kutúzov es considerado el segundo en importancia tras su maestro Aleksandr Suvórov. Aleksandr Pushkin se refirió al Mariscal de Campo en la famosa elegía del sepulcro de Kutúzov, y también figura como un sabio líder popular en la novela de Lev Tolstói Guerra y paz.
Durante la Gran Guerra Patria (1941-1945), el gobierno soviético estableció la Orden de Kutúzov, la cual, junto con otras muchas condecoraciones, fue preservada en Rusia tras la disolución de la URSS, y permanece como una de las más altas distinciones militares en la Federación de Rusia. La Operación Kutúzov, que expulsó a los alemanes de Oriol en 1943, fue nombrada en su honor. Dos años antes, durante la Invasión de la URSS por parte de la Alemania Nazi en 1941, fue calificado por Stalin como "imagen heroica".